# British Strong Style
New Catch Republic est une équipe de catcheurs Face, composée de Pete Dunne et Tyler Bate. Le duo travaille actuellement à la World Wrestling Entertainment, dans la division SmackDown.

## Carrière du groupe

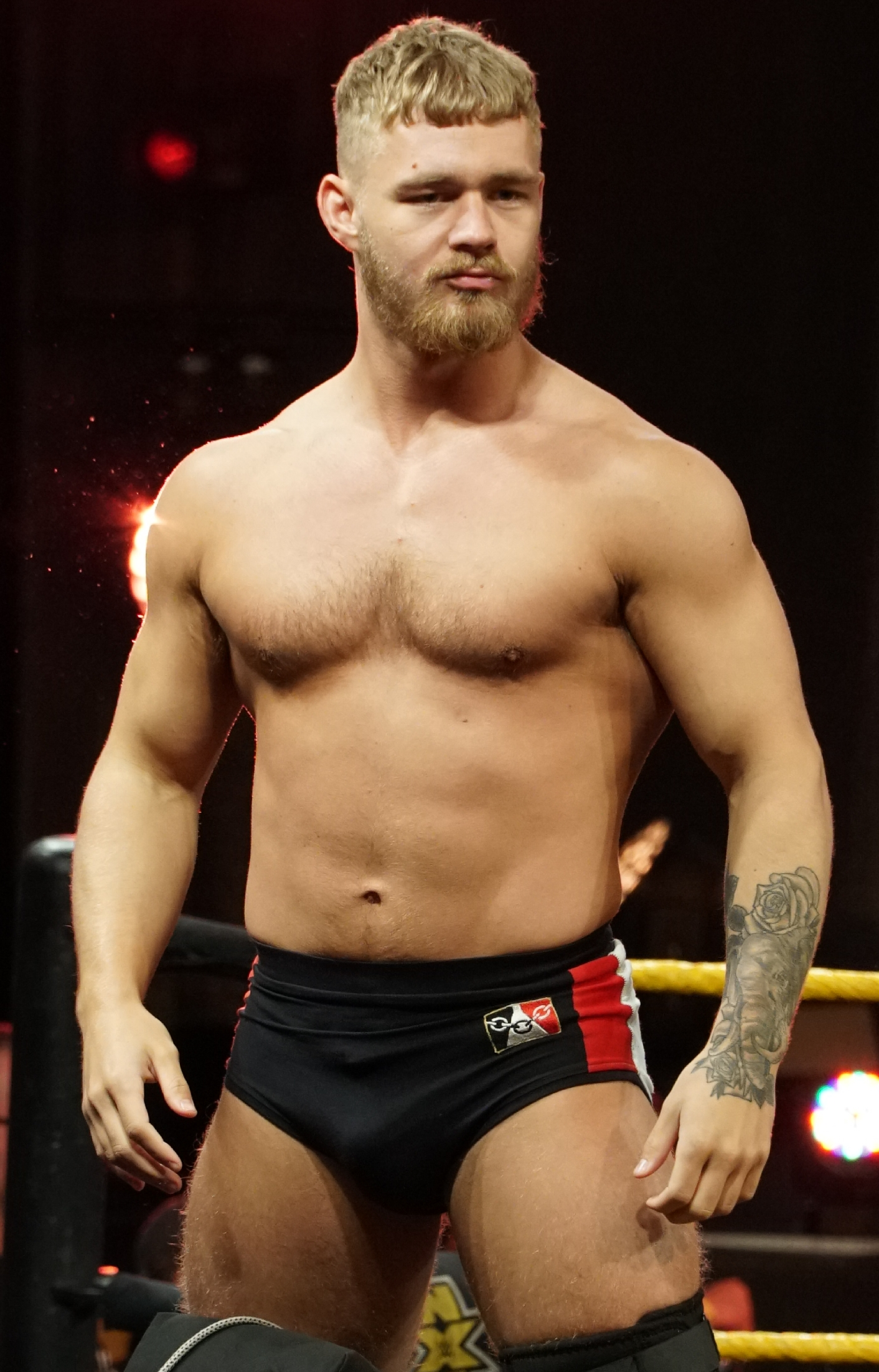
Tyler Bate, 2018.

### Progress Wrestling (2016-...)
Le 30 décembre 2018, lors de PROGRESS Chapter 82: Unboxing Live! 3 - A Dukla Prague Away Kit, Trent Seven bat Los Federales Santos Jr. et conserve le Atlas Championship de la Progress. Plus tard, Tyler Bate perd contre Pete Dunne.

### Chikara (2017)
En 2017, ils remportent le King of Trios (2017), organisé par la fédération de catch américaine Chikara à Wolverhampton, en Angleterre.

### World Wrestling Entertainment (2018-...)
Le 15 janvier 2017, Tyler Bate bat Pete Dunne en finale du WWE United Kingdom Championship Tournament (2017) et devient le premier champion de Royaume-Uni de la WWE. Après un règne de quatre mois, Tyler Bate perd le titre de champion du Royaume-Uni contre Pete Dunne lors de NXT Takeover: Chicago.
Le 26 juin 2018, lors du United Kingdom Tournament, Tyler Bate et Trent Seven battent Roderick Strong et Kyle O'Reilly et remportent les NXT Tag Team Championship. Le 11 juillet à NXT (enregistré le 21 juin), Bate et Seven affrontent The Undisputed Era (Strong et O'Reilly) pour défendre les titres par équipe de la NXT, voyant que Seven souffre sous la prise en quatre de O'Reilly et qu'il ne compte pas abandonner, Bate jette l'éponge et son équipe perd par conséquent les titres.

## Palmarès
Cette section présente les championnats et récompenses remportés par le groupe durant sa période d'activité.

### Championnats et trophées remportés
- Chikara
  - King of Trios (2017)
- Over The Top Wrestling
  - 1 fois OTT Tag Team Championship (actuels)[8]

- Progress Wrestling
  - 3 fois Progress Tag Team Championship - Pete Dunne et Trent Seven (1) et Trent Seven et Tyler Bate (2)[9]
  - 1 fois Progress World Championship - Pete Dunne[10]
  - 1 fois Progress Atlas Championship - Trent Seven (actuel)

- World Wrestling Entertainment
  - 2 fois WWE United Kingdom Championship - Tyler Bate (1) et Pete Dunne (1)[11]
  - 1 fois NXT Tag Team Championship - Tyler Bate et Trent Seven
  - WWE United Kingdom Championship Tournament (2017) - Tyler Bate

### Classements de magazines
- Pro Wrestling Illustrated

|             | 2016       | 2017       | 2018 |
| ----------- | ---------- | ---------- | ---- |
| Pete Dunne  | 396        | 29         | 33   |
| Tyler Bate  | non classé | 50         | 98   |
| Trent Seven | non classé | non classé | 168  |